# TheRadBrad
Bradley Lamar Colburn (Tuscaloosa, 10 februari 1987), bekend als theRadBrad, is een Amerikaanse youtuber en let's player. Colburn publiceert voornamelijk videogame-walkthroughs van verschillende games. Zijn YouTube-kanaal is actief sinds 2010, waardoor hij verschillende interviews heeft gedaan. Inmiddels heeft Colburn meer dan 13 miljoen abonnees op zijn YouTube-kanaal met iets meer dan 6 miljard views.
Colburn is in verschillende (digitale) publicaties verschenen, bijvoorbeeld in VG247 toen hij van Ubisoft voor de lancering van Watch Dogs 2 merchandise ontving, in VentureBeat en in Rolling Stone. FMV Magazine noemde Colburn onder meer "De koning van de YouTube-walkthrough".
Tijdens een golf van auteursrechtkwesties waar contentmakers last van hadden, werden sommige video's van Colburn ten onrechte geclaimd door een geautomatiseerd systeem dat eigendom was van Scale Lab. Nadat het probleem werd ontdekt, kreeg Colburn rechtstreeks excuus aangeboden van Scale Lab's CEO David Brenner in een Kotaku-interview. Tijdens een interview met Rolling Stone in 2018 werd het YouTube-kanaal van Colburn door Susan Wojcicki, voormalig CEO van YouTube, genoemd als een van de "top gaming creators" op het platform.